# Guatteria spatulata
Guatteria spatulata este o specie de plante angiosperme din genul Guatteria, familia Annonaceae, descrisă de Johannes Elias Teijsmann și Simon Binnendijk. Conform Catalogue of Life specia Guatteria spatulata nu are subspecii cunoscute.